# CANTAT-3
CANTAT-3 был третьим канадским трансатлантическим телекоммуникационным кабелем, работавшим в период с 1994 по 2010 год, первоначально передававшим 3 х 2,5 Гбит/с между Канадой и Европой. Он разветвлялся как на Исландию, так и на Фарерские острова. 

## Повреждение
17 декабря 2006 года был поврежден трансатлантический подводный кабель CANTAT-3, что привело к ухудшению качества обслуживания сотен тысяч пользователей, подключающихся через Интернет и медиа-провайдеров ( Síminn, Vodafone и Hive ). Часть клиентов продолжили работать благодаря второму подводному кабелю FARICE-1. Наиболее заметным результатом этого происшествия стало временное прекращение передачи данных университетами и больницами Исландии, которые полагались исключительно на услуги CANTAT-3. Хотя предполагалось, что полное восстановление кабеля займет десять дней, начиная с полуночи 13 января 2007 года, фактически до 29 июля 2007 года потребовалось до полного восстановления службы. В это время исландские университеты и больницы в Акурейри и Рейкьявике полагались на экстренную связь, полученную через местных интернет-провайдеров Síminn и Vodafone. Правительство Исландии решило не покупать дополнительную полосу пропускания для университетской сети через функционирующий кабель FARICE-1, несмотря на то, что является крупным акционером FARICE-1. 
Промежуточные пункты : 
1. Вымпел Пойнт, Новая Шотландия, Канада
2. Вестманнаэйяр, Исландия [3]
3. Tjørnuvík, Фарерские острова
4. Редкар, Северный Йоркшир, Великобритания
5. Блаабьерг, Дания
6. Зильт, Германия

CANTAT-3 эксплуатировался индийским Teleglobe. 
CANTAT-3 была единственной в мире лазерной регенеративной подводной системой мощностью 2,5 Гбит/с с лазером NL-16.  Часть этой огромной системы была построена в подводных сетях STC, Портленд, штат Орегон, США, в 1993-1994 годах (которые впоследствии стали подводными сетями Alcatel ). Подводные сети STC в Саутгемптоне, Хэмпшир, Великобритания. сделал остальную часть системы. Канадская часть (береговая система) была перекрыта Новой Шотландией канатным судном Teleglobe CS John Cabot. Часть основного состава была развернута у Новой Шотландии в направлении Фарерских островов на борту корабля AT &amp; T Global Mariner. Другие кабельные суда были вовлечены в восстановление этой системы. Это была самая северная кабельная система, когда-либо развернутая в то время. 
С учетом того, что CANTAT-3 подвергался множественным   перебоям, были установлены и/или расширены альтернативные кабели FARICE-1, DANICE и Greenland Connect  для обеспечения возможности кабельной связи в Исландии. КАНТАТ-3 также имел слишком малую пропускную способность к 2007 году для внутреннего пользования Интернетом и устарел, как только кабель DANICE вступил в строй к 2009 году. Часть CANTAT-3 в Исландии, Дании и Германии все еще используется (2016 г.) и питается от Исландии и соединена с Sylt в Германии и Blaabjerg в Дании. Эта часть кабеля теперь подключена к нескольким нефтяным платформам в Северном море, и это является основной функцией CANTAT-3. Текущий владелец CANTAT-3 - Farose Telecom (Føroya Tele). Трансатлантическая часть больше не работает и не была заменена.

## Внешние ссылки
- Ежегодная конференция Nordunet 2003
- TeleGeography.com: Новый подводный кабель значительно увеличит пропускную способность Исландии, понедельник, 9 февраля 2004 г.
- Острова устойчивости: сравнительная модель для энергетики, подключения и юрисдикции - реализация европейских возможностей ИКТ на примере Исландии, к которому имеется доступ 30 января 2013 года.